# Premi e riconoscimenti di Jack Lemmon
Questa è la lista che riassume le candidature e i premi ricevuti Jack Lemmon, attore statunitense.

## Premi cinematografici e televisivi

### Principali
- Premio Oscar
  - 1956 – Miglior attore non protagonista per La nave matta di Mister Roberts
  - 1960 – Candidatura per il miglior attore protagonista per A qualcuno piace caldo
  - 1961 – Candidatura per il miglior attore protagonista per L'appartamento
  - 1963 – Candidatura per il miglior attore protagonista per I giorni del vino e delle rose
  - 1974 – Miglior attore protagonista per Salvate la tigre
  - 1980 – Candidatura per il miglior attore protagonista per Sindrome cinese
  - 1981 – Candidatura per il miglior attore protagonista per Tribute - Serata d'onore
  - 1983 – Candidatura per il miglior attore protagonista per Missing - Scomparso

- Golden Globe
  - 1960 – Miglior attore in un film commedia o musicale per A qualcuno piace caldo
  - 1961 – Miglior attore in un film commedia o musicale per L'appartamento
  - 1963 – Candidatura per il miglior attore in un film drammatico per I giorni del vino e delle rose
  - 1964 – Candidatura per il miglior attore in un film commedia o musicale per Sotto l'albero yum yum
  - 1964 – Candidatura per il miglior attore in un film commedia o musicale per Irma la dolce
  - 1966 – Candidatura per il miglior attore in un film commedia o musicale per La grande corsa
  - 1969 – Candidatura per il miglior attore in un film commedia o musicale per La strana coppia
  - 1971 – Candidatura per il miglior attore in un film commedia o musicale per Un provinciale a New York
  - 1973 – Miglior attore in un film commedia o musicale per Che cosa è successo tra mio padre e tua madre?
  - 1974 – Candidatura per miglior attore in un film drammatico per Salvate la tigre
  - 1975 – Candidatura per il miglior attore in un film commedia o musicale per Prima pagina
  - 1980 – Candidatura per il miglior attore in un film drammatico per Sindrome cinese
  - 1981 – Candidatura per il miglior attore in un film drammatico per Tribute - Serata d'onore
  - 1983 – Candidatura per il miglior attore in un film drammatico per Missing - Scomparso
  - 1987 – Candidatura per il miglior attore in un film commedia o musicale per Così è la vita
  - 1988 – Candidatura per il miglior attore in una mini-serie o film per la televisione per Lungo viaggio verso la notte
  - 1989 – Candidatura per il miglior attore in una mini-serie o film per la televisione per L'assassinio di Mary Phagan
  - 1990 – Candidatura per il miglior attore in un film drammatico per Dad - Papà
  - 1991 – Golden Globe alla carriera
  - 1994 – Premio speciale per America oggi (condiviso con tutto il cast)
  - 1994 – Candidatura per il miglior attore in una mini-serie o film per la televisione per A Life in the Theater
  - 1998 – Candidatura per il miglior attore in una mini-serie o film per la televisione per La parola ai giurati
  - 2000 – Miglior attore in una mini-serie o film per la televisione per Inherit the Wind
  - 2000 – Candidatura per il miglior attore in una mini-serie o film per la televisione per I martedì da Morrie
- BAFTA Awards
  - 1956 – Candidatura per il miglior attore straniero per La nave matta di Mister Roberts
  - 1960 – Miglior attore straniero per A qualcuno piace caldo
  - 1961 – Miglior attore straniero per L'appartamento
  - 1964 – Candidatura per il miglior attore straniero per I giorni del vino e delle rose
  - 1966 – Candidatura per il miglior attore straniero per Scusa, me lo presti tuo marito?
  - 1966 – Candidatura per il miglior attore straniero per Come uccidere vostra moglie
  - 1980 – Miglior attore protagonista per Sindrome cinese
  - 1983 – Candidatura per il miglior attore protagonista per Missing - Scomparso
- Primetime Emmy Awards
  - 1972 – Miglior programma musicale (varietà e musica popolare) per 'S Wonderful, 'S Marvelous, 'S Gershwin (condiviso con i produttori Joseph Cates e Martin Charnin)
  - 1976 – Candidatura per il miglior attore in una miniserie o film per la televisione per Il grande Jack
  - 1988 – Candidatura per il miglior attore in una miniserie o film per la televisione per L'assassinio di Mary Phagan
  - 1998 – Candidatura per il miglior attore in una miniserie o film per la televisione per La parola ai giurati
  - 1999 – Candidatura per il miglior attore in una miniserie o film per la televisione per Inherit the Wind
  - 2000 – Migliore attore in una miniserie o film per la televisione per I martedì da Morrie
- Screen Actors Guild Award
  - 1990 – Premio alla carriera
  - 1998 – Candidatura per il miglior attore in una miniserie o film per la televisione per La parola ai giurati
  - 2000 – Miglior attore in una miniserie o film per la televisione per I martedì da Morrie

### Altri
- Festival di Cannes
  - 1979 – Prix d'interprétation masculine per Sindrome cinese
  - 1982 – Prix d'interprétation masculine per Missing - Scomparso
- Mostra internazionale d'arte cinematografica
  - 1992 – Coppa Volpi per la migliore interpretazione maschile per Americani
  - 1992 – Ciak d'oro per Americani
  - 1993 – Coppa Volpi speciale per America oggi (condivisa con tutto il cast)
- Festival internazionale del cinema di Berlino
  - 1981 – Orso d'argento per il miglior attore per Tribute - Serata d'onore
  - 1996 – Orso d'oro alla carriera
- National Board of Review
  - 1986 – Premio alla carriera
  - 1992 – Miglior attore per Americani
- Laurel Awards
  - 1958 – Candidatura per la miglior interpretazione maschile in una commedia per Off Limits - Proibito ai militari
  - 1960 – Candidatura per la migliore star maschile (10º posto)
  - 1960 – Candidatura per la miglior interpretazione maschile in una commedia per A qualcuno piace caldo
  - 1961 – Miglior interpretazione maschile in una commedia per L'appartamento
  - 1961 – Candidatura per la migliore star maschile
  - 1962 – Candidatura per la migliore star maschile (10º posto)
  - 1963 – Miglior interpretazione maschile in un film drammatico per I giorni del vino e delle rose
  - 1963 – Candidatura per la migliore star maschile (5º posto)
  - 1964 – Miglior interpretazione maschile in una commedia per Irma la dolce
  - 1964 – Candidatura per la migliore star maschile (10º posto)
  - 1965 – Miglior interpretazione maschile in una commedia per Come uccidere vostra moglie
  - 1966 – Candidatura per la miglior interpretazione maschile in una commedia per La grande corsa
  - 1967 – Migliore star maschile
  - 1968 – Candidatura per la migliore star maschile (7º posto)
  - 1968 – Candidatura per la miglior interpretazione maschile in una commedia per La strana coppia
  - 1970 – Miglior interpretazione maschile in una commedia per Sento che mi sta succedendo qualcosa
  - 1970 – Candidatura per la migliore star maschile (6º posto)

- David di Donatello
  - 1975 – Miglior attore straniero per Prima pagina (ex aequo con Walter Matthau)
  - 1980 – Miglior attore straniero per Sindrome cinese
  - 1983 – Candidatura per il miglior attore straniero per Missing - Scomparso
- Las Vegas Film Critics Society Awards
  - 2000 – Premio alla carriera
- Festival internazionale del cinema di San Sebastián
  - 1963 – Concha de Plata al miglior attore per I giorni del vino e delle rose
- Genie Awards
  - 1981 – Miglior attore straniero per Tribute - Serata d'onore
- National Society of Film Critics Awards
  - 1980 – Candidatura per il miglior attore per Sindrome cinese (4º posto)
- American Film Institute
  - 1988 – Premio alla carriera
- Chicago International Film Festival
  - 1992 – Premio alla carriera
- Fotogrammi d'argento
  - 1964 – Miglior attore straniero per I giorni del vino e delle rose
- Hollywood Film Awards
  - 1999 – Premio alla carriera
- Sant Jordi Awards
  - 1964 – Miglior attore in un film straniero per I giorni del vino e delle rose
- Semana Internacional de Cine de Valladolid
  - 1992 – Miglior attore per Americani (condiviso con tutto il cast)
- American Comedy Awards
  - 1991 – Premio alla carriera
  - 1994 – Candidatura per l'attore protagonista più divertente in un film per Due irresistibili brontoloni
  - 1996 – Candidatura per l'attore protagonista più divertente in un film per That's Amore - Due improbabili seduttori
- 20/20 Awards
  - 2013 – Miglior attore non protagonista per Americani
- Awards Circuit Community Awards
  - 1992 – Candidatura per il miglior attore protagonista per Americani
- CableACE Awards
  - 1995 – Candidatura per il miglior attore in un film o miniserie per A Life in the Theater
  - 1993 – Candidatura per il miglior attore in un film o miniserie per Ricomincio da povero
- Film Society of Lincoln Center
  - 1993 – Gala Tribute
- Online Film & Television Association
  - 2002 – Film Hall of Fame
  - 2000 – Miglior attore in una miniserie o film per la televisione per I martedì da Morrie
  - 1998 – Candidatura per il miglior attore in una miniserie o film per la televisione per La parola ai giurati
- ShoWest Convention
  - 1993 – Premio alla carriera
- Golden Apple Awards
  - 1960 – Attore più cooperativo
  - 2000 – Hollywood Legend Award
- Hasty Pudding Theatricals
  - 1973 – Uomo dell'anno

## Riconoscimenti speciali

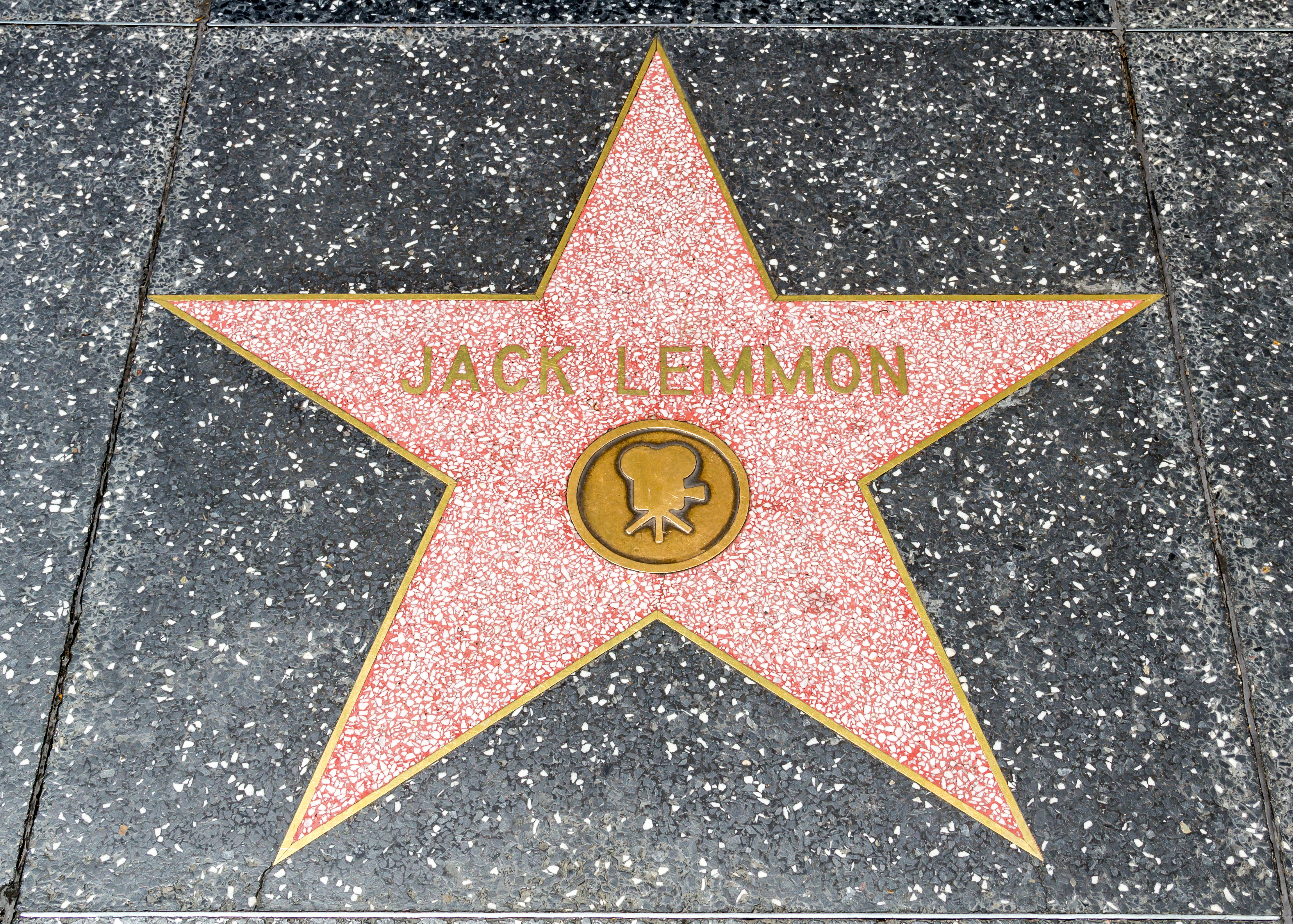
Stella di Jack Lemmon sulla Hollywood Boulevard.

L'8 febbraio 1960 riceve una stella sulla celebre Hollywood Walk of Fame per il suo contributo all'industria cinematografica statunitense.